# Kateryna Handzjuk
Kateryna Viktorivna Handzjuk (in ucraino: Катерина Вікторівна Гандзюк; Cherson, 17 giugno 1985 – Kiev, 4 novembre 2018) è stata un'attivista e politica ucraina, conosciuta maggiormente per aver denunciato la corruzione dilagante nella sua città natale.
È stata aggredita con l'acido solforico il 31 luglio 2018 ed è morta il 4 novembre successivo in seguito alle lesioni riportate.

## Biografia
Nata il 17 giugno 1985 nella città di Cherson, capoluogo dell'omonima oblast', ha studiato presso l'università di Cherson.
Nel 2003 si è iscritta al partito Patria (Bat'kivščyna) e nel 2006 è stata eletta come membro del consiglio regionale dell'oblast' di Cherson e del consiglio cittadino di Cherson, diventando anche consigliera del sindaco.
Dopo aver lasciato il partito nel 2015, ha aiutato il sindaco uscente di Cherson, Volodymyr Mykolajenko, che è stato rieletto durante le elezioni locali del 2015.
Molto critica nei confronti delle istituzioni, e in particolare della polizia, ha denunciato una dilagante corruzione che coinvolgeva il dipartimento regionale del Ministero dell'Interno ucraino e la polizia locale.

### Omicidio
Il 31 luglio 2018, a Cherson, un uomo non identificato l'ha aggredita lanciandole sul volto dell'acido solforico, un acido minerale particolarmente corrosivo, che le ha ustionato circa il 30% del corpo.

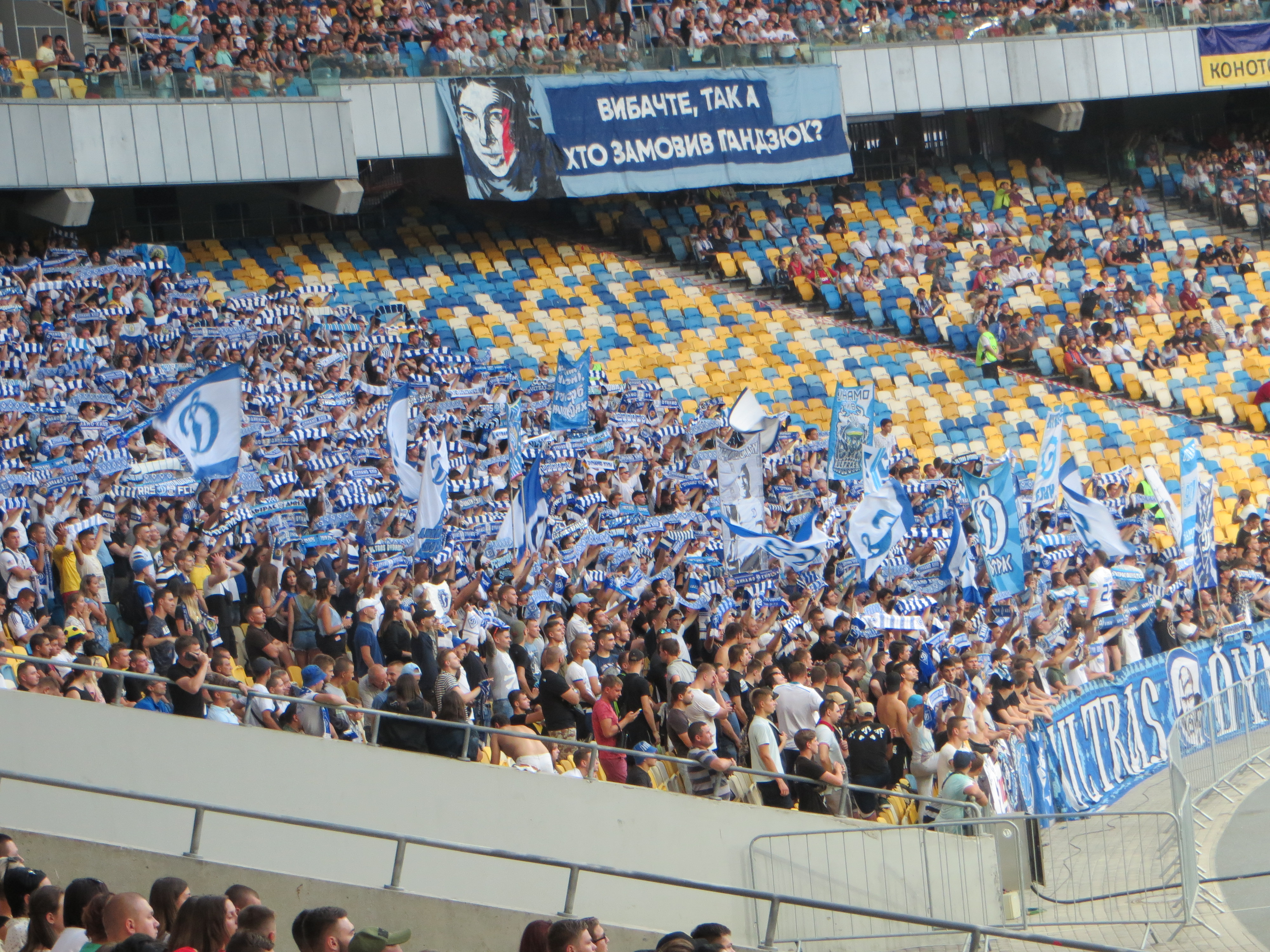
Striscione in ucraino esposto durante una partita della FK Dynamo Kyïv che chiede di investigare sull'attacco alla Handzjuk

Trasportata presso un ospedale di Cherson è stata poi trasferita in un ospedale di Kiev, dove è morta il 4 novembre in seguito ad una trombosi causata dalle lesioni riportate.
La notizia della morte è stata annunciata dal presidente ucraino Petro Porošenko nel pomeriggio dello stesso giorno, che ha poi invitato la polizia ad individuare i responsabili.
La morte della Handzjuk ha sollevato diverse polemiche tra cui quelle del Commissario europeo per l'allargamento e la politica di vicinato, Johannes Hahn, che in un tweet ha scritto: "Gli attacchi contro gli attivisti civili sono inaccettabili. I responsabili di questi crimini insidiosi devono essere riconosciuti colpevoli".
Dopo l'annuncio della sua morte centinaia di manifestanti si sono recati presso la sede del Ministero dell'Interno pretendendo che si indaghi sulla vicenda consegnando alla giustizia i responsabili.